# Ultramontanisme
Ultramontanismen (af latin ultra montes, hinsides bjergene) er navnet på den retning, som satte sit præg på den romersk-katolske kirke under 1800-tallet og det begyndende 1900-tal.
Efter Napoleonskrigene genvandt paven magten i Kirkestaten og pavedømmet gik en ny blomstringstid i møde. Vatikanet efterstræbte fuld kontrol over det romersk-katolske hierarki overalt i Europa og i den øvrige verden. Man opretholdt den middelalderlige lære om de to sværd, hvorved forstås læren om, at paven er øverste herre både i åndelige og i timelige sager, således at også fyrsterne står under ham.
Ultramontanismen vil ikke alene bekæmpe alt ikke-katolsk, men også enhver bestræbelse inden for katolicismen på at skaffe de enkelte landskirker en vis selvstændighed. Gammelkatolicismen, gallikanismen, febronianismen, modernismen osv. var derfor ildesete af ultramontanisterne.
Bestræbelserne gik derimod ud på at hævde pavens magt, og som den ypperste frugt af denne bestræbelse står ufejlbarhedsdogmet fra 1870—71. Navnlig jesuitterne var
tilhængere af ultramontanismen, men den havde også politisk betydning, bl.a. var det tyske
Centrumsparti påvirket i ultramontan retning.
I og med det andet Vatikankoncil mistede ultramontanismen sin betydning som bærende ideologi inden for romerkirken.
- Artiklen i Salmonsen af Alfred Th. Jørgensen